# Día Mundial de Concienciación sobre los Sunamis
El Día Mundial de Concienciación sobre los Sunamis es una celebración anual que tiene lugar el 5 de noviembre desde 2016, instaurada por la Asamblea General de las Naciones Unidas en 2015.

## Proclamación
El Día Mundial de Concienciación sobre los Sunamis fue proclamado por la Asamblea General de las Naciones Unidas el 22 de diciembre de 2015, a iniciativa de Japón. La proclamación tuvo como objetivo aumentar la conciencia sobre el riesgo de tsunamis y promover medidas para reducir sus impactos destructivos. La resolución subrayó la importancia de la preparación y la educación pública para mitigar los efectos de estos desastres naturales y fortalecer la resiliencia comunitaria.

## Celebración
Este día se celebra el 5 de noviembre. La fecha fue elegida para conmemorar el evento conocido como "Inamura-no-hi" (La quema de las gavillas de arroz), un hecho histórico japonés que ocurrió el 5 de noviembre de 1854. En ese invierno, un terremoto de magnitud 8.4 golpeó la península de Kii en Japón, seguido de un tsunami. La quema de los haces de arroz recién cosechados llamó la atención de los aldeanos y se protegieron en las tierras altas. Este hecho se convirtió en parte del folclore japonés y fue contado por Lafcadio Hearn en 1897 en uno de los primeros relatos sobre Japón en inglés. La primera celebración oficial se realizó en 2016. Desde entonces, se llevan a cabo diversas actividades como simulacros, campañas de sensibilización y eventos educativos para mejorar la preparación de las comunidades y reducir el riesgo de desastres.

## Temas
Varios de estos temas se alinean con las metas establecidas en el marco de Sendai para la reducción del riesgo de desastres.
- 2016: Education and evacuation,[4] ('Educación y evacuación')
- 2017: Raising awareness on the risk of tsunamis around the world,[6] [7] ('Sensibilización sobre el riesgo de tsunamis en todo el mundo')
- 2018: Building resilient and inclusive societies,[8] ('Construcción de sociedades resilientes e inclusivas')
- 2019: Reducir considerablemente los daños causados por los desastres en las infraestructuras vitales y la interrupción de los servicios básicos, como las instalaciones de salud y educativas, incluso desarrollando su resiliencia para 2030,[9] ('Reducir considerablemente los daños causados por los desastres en las infraestructuras vitales y la interrupción de los servicios básicos, como las instalaciones de salud y educativas, incluso desarrollando su resiliencia para 2030')
- 2020: Implementar antes de que termine 2020 estrategias nacionales y locales de reducción del riesgo de desastres para salvar más vidas,[10] (' Implementar antes de que termine 2020 estrategias nacionales y locales de reducción del riesgo de desastres para salvar más vidas')
- 2021: Mejorar sustancialmente la cooperación internacional con los países en desarrollo mediante un apoyo adecuado y sostenible para complementar sus acciones nacionales para la implementación del presente Marco en 2030,[11] ('Mejorar sustancialmente la cooperación internacional con los países en desarrollo mediante un apoyo adecuado y sostenible para complementar sus acciones nacionales para la implementación del presente Marco en 2030')
- 2022: Early Warning and Early Action Before Every Tsunami: Building partnerships and leveraging data to ensure no one is left behind,[12] ('Alerta temprana y acción temprana antes de cada tsunami: construir alianzas y aprovechar los datos para asegurar que nadie quede atrás')
- 2023: Luchar contra la desigualdad para lograr un futuro resiliente[13]